# Jason Priestley

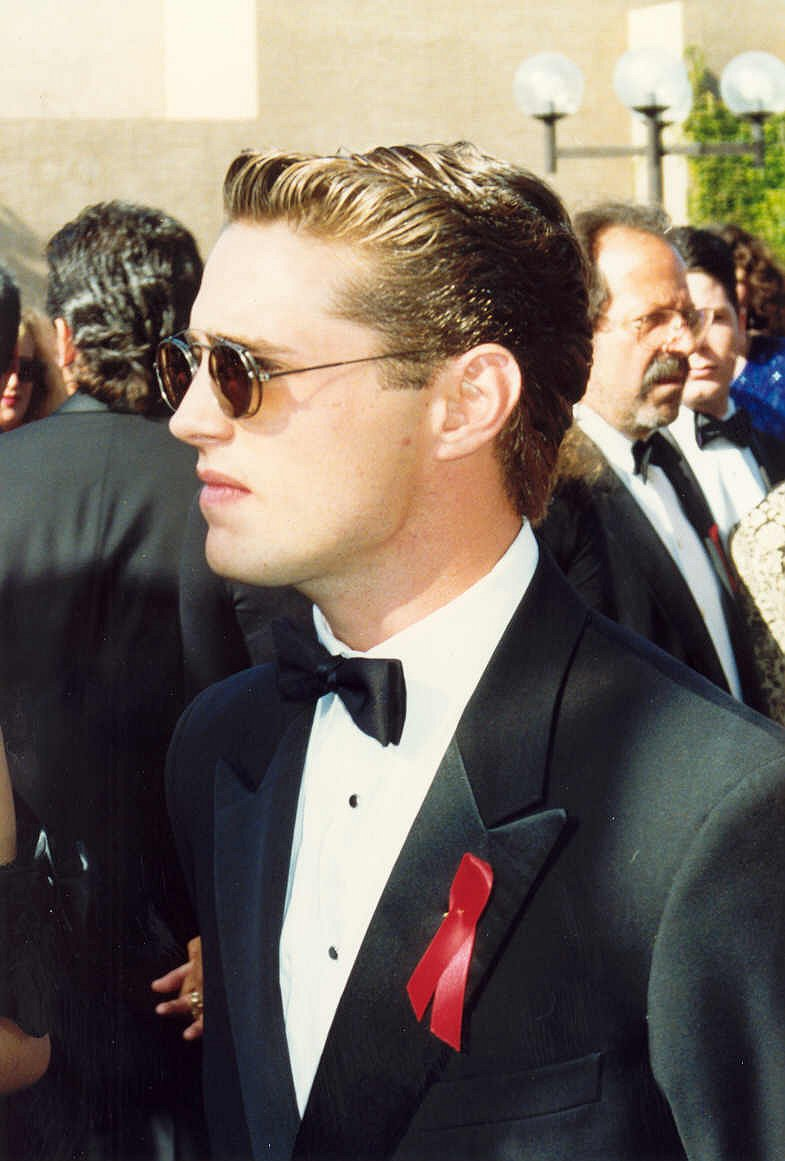
Jason Priestley

Jason Bradford Priestley (Vancouver, Canada, 28 augustus 1969) is een Amerikaans-Canadese filmacteur, regisseur en amateurracer.

## Biografie
Jason Priestley werd op 28 augustus 1969 geboren in het Canadese Vancouver. Hij heeft een oudere zus, actrice Justine Priestley, en twee stiefzusters, Karin en Kristi.
Priestley is bekend geworden door de televisieserie Beverly Hills, 90210, waarin hij Brandon Walsh speelde. De serie werd uitgezonden tussen 1990 en 2000. Naast zijn rol van Brandon regisseerde hij ook vijftien afleveringen. Priestley probeerde de afgelopen jaren  ook vaste voet te krijgen in de filmwereld, maar tot nu toe is dat niet gelukt.
Hij is ook een fervent coureur, maar kwam vooral in het nieuws door zijn ongelukken in 1995 en 1999 waarvoor hij in de gevangenis belandde. Door zijn voorliefde voor race-auto's wordt hij soms vergeleken met de acteur James Dean. 
Priestley had in de jaren negentig relaties met medespelers in Beverly Hills, 90210, eerst met Shannen Doherty, daarna woonde hij samen met Christine Elise. In 1999-2000 was hij getrouwd met de actrice Ashlee Petersen, en op 14 mei 2005 trouwde hij met de visagiste Naomi Lowde. Inmiddels hebben zij een dochter en een zoon.